# Wolfgang Ruck
Wolfgang Ruck, noto anche come Wolf Ruck (Augusta, 23 giugno 1946), è un canoista e artista canadese, specializzato nel kayak.

## Biografia
È nato in Germania nella città di Augusta. E' residente a Mississauga, in Canada. Ha conseguito il B.P.H.E. (Bachelor of Physical & Health Education) all'Università di Toronto nel 1969.
Ha rappresentato il Canada ai Giochi olimpici estivi di Città del Messico 1968 nel K4-1000 m, gareggiando con in squadre con i connazionali Arpad Simonyik, Gabor Joo e Jean Barré. L'equipaggio, dopo essere arrivato 6° in batteria, ha avuto accesso ai ripescaggi. In questo turno tuttavia il K-4 canadese si è ritirato a causa di una grave carenza di equipaggio. Il Canada, infatti, iscrisse solo quattro atleti per le tre prove di kayak maschile (K-1, K-2 e K-4). Nelle eliminatorie, gli orari di partenza delle manche di questi tre eventi sono stati sufficientemente distanziati per dare un po' di tempo di recupero e permettere al Canada di avere l'equipaggio delle barche K-1, K-2 e K-4. Nel turno di ripescaggio, tuttavia, i K-4 sono stati schierati alla partenza proprio mentre i K-2 tagliavano il traguardo. Di conseguenza, il K-4 canadese non ha avuto il tempo materiale di prendere parte alla gare ed è stato escluso dal ripescaggio.
Oltre alla carriera agonistica si è dedicato alla pittura. È stato anche regista.
Negli anni venti del XXI secolo ha invocato il diritto di "rinaturalizzare" il proprio giardino e, quindi, di premettere la crescita spontanea delle essenza e non tagliare l'erba ed eliminare alcune erbacce, com prescritto dal regolamento. Né è seguita un lite giudiziaria con il Comune di Mississauga che ha avuto rilevanza nazionale.